# Municipio de Willmar
El municipio de Willmar (en inglés: Willmar Township) es un municipio ubicado en el condado de Kandiyohi en el estado estadounidense de Minnesota. En el año 2010 tenía una población de 513 habitantes y una densidad poblacional de 9,08 personas por km².

## Geografía
El municipio de Willmar se encuentra ubicado en las coordenadas 45°5′7″N 95°5′36″O / 45.08528, -95.09333. Según la Oficina del Censo de los Estados Unidos, el municipio tiene una superficie total de 56.51 km², de la cual 56,42 km² corresponden a tierra firme y (0,15 %) 0,09 km² es agua.

## Demografía
Según el censo de 2010, había 513 personas residiendo en el municipio de Willmar. La densidad de población era de 9,08 hab./km². De los 513 habitantes, el municipio de Willmar estaba compuesto por el 97,08 % blancos, el 0,97 % eran afroamericanos, el 0,39 % eran amerindios, el 0,58 % eran asiáticos y el 0,97 % eran de una mezcla de razas. Del total de la población el 3,51 % eran hispanos o latinos de cualquier raza.